# Thraulodes ephippiatus
Thraulodes ephippiatus är en dagsländeart som beskrevs av Jay R. Traver och Edmunds 1967. Thraulodes ephippiatus ingår i släktet Thraulodes och familjen starrdagsländor. Inga underarter finns listade i Catalogue of Life.